# Copa América 2022 (calcio a 5)
La Copa América de Futsal 2022 è stata la 13ª edizione del torneo, la cui fase finale si è disputata dal 29 gennaio al 6 febbraio 2022 ad Asunción, in Paraguay. Lo svolgimento della manifestazione, originariamente previsto nel 2021 a Rio de Janeiro, in Brasile, è stato rimandato di un anno a causa della pandemia di COVID-19.

## Sorteggio
Il sorteggio si è tenuto il 20 dicembre 2021 a Luque, in Paraguay. Le 10 squadre sono state divise in 2 gironi da cinque squadre ciascuno.
| Teste di serie              | 1ª urna          | 2ª urna            | 3ª urna         | 4ª urna   |
| --------------------------- | ---------------- | ------------------ | --------------- | --------- |
| Brasile (A1) Argentina (B1) | Paraguay Uruguay | Colombia Venezuela | Bolivia Ecuador | Perù Cile |

## Fase a gironi
Tutti gli orari indicati sono locali (UTC-3).

### Gruppo A
| Squadra  | Pti | G | V | N | P | GF | GS | DR  |
| -------- | --- | - | - | - | - | -- | -- | --- |
| Brasile  | 12  | 4 | 4 | 0 | 0 | 14 | 3  | +11 |
| Colombia | 9   | 4 | 3 | 0 | 1 | 12 | 7  | +5  |
| Uruguay  | 6   | 4 | 2 | 0 | 2 | 8  | 6  | +2  |
| Ecuador  | 3   | 4 | 1 | 0 | 3 | 8  | 18 | -10 |
| Cile     | 0   | 4 | 0 | 0 | 4 | 5  | 13 | -8  |

| Arbitri: | Bill Villalba José Ocampo Junior Patiño |
| Crono:   | Henrry Gutiérrez                        |

|               |           |                             |
| Arredondo 23’ | Marcatori | 29’, 32’ Zapata 38’ Y. Díaz |

| Arbitri: | Mario Espichán Rolly Rojas Bettina Cingari |
| Crono:   | Dario Santamaría                           |

|                                                                 |           |             |
| Marcênio 5’ R. Santos 9’ B. Dias 11’ Taffy 17’ M. Rodrigues 26’ | Marcatori | 33’ Montaño |

| Arbitri: | Henrry Gutiérrez Junior Patiño José Ocampo |
| Crono:   | Mario Espichán                             |

|                                                  |           |                        |
| Mercado 16’ Segura 25’ Estacio 26’ Espinales 39’ | Marcatori | 34’ Lagos 40’ González |

| Arbitri: | Dario Santamaría Bettina Cingari Bill Villalba |
| Crono:   | Rolly Rojas                                    |

|  |           |                                               |
|  | Marcatori | 4’ Echavarría 16’ Sánchez 24’ Caro 32’ Zapata |

| Arbitri: | José Ocampo Bill Villalba Henrry Gutiérrez |
| Crono:   | Junior Patiño                              |

|  |           |                                                                              |
|  | Marcatori | 14’ B. Diaz 23’ Custodio 25’ Ordoqui 29’ M. Fernández 34’ Cosentino 38’ Sosa |

| Arbitri: | Rolly Rojas Mario Espichán Dario Santamaría |
| Crono:   | Bettina Cingari                             |

|                        |           |                                     |
| Palacios 17’ Moran 28’ | Marcatori | 16’ Ferrão 19’, 34’ Marlon 21’ Pito |

| Arbitri: | Henrry Gutiérrez Bettina Cingari Mario Espichán |
| Crono:   | Rolly Rojas                                     |

|                          |           |  |
| Catardo 11’ Custodio 12’ | Marcatori |  |

| Arbitri: | Dario Santamaría Bill Villalba Rolly Rojas |
| Crono:   | José Ocampo                                |

|  |           |                                         |
|  | Marcatori | 17’ Ferrão 34’ F. Valério 37’ R. Santos |

| Arbitri: | Henrry Gutiérrez Junior Patiño Bill Villalba |
| Crono:   | Bettina Cingari                              |

|                                           |           |                            |
| Echavarría 3’, 19’, 32’ Caro 5’ Santos 9’ | Marcatori | 4’, 10’ Mercado 11’ Segura |

| Arbitri: | Rolly Rojas José Ocampo Mario Espichán |
| Crono:   | Dario Santamaría                       |

|              |           |  |
| Pito 7’, 18’ | Marcatori |  |

### Gruppo B
| Squadra   | Pti | G | V | N | P | GF | GS | DR |
| --------- | --- | - | - | - | - | -- | -- | -- |
| Paraguay  | 10  | 4 | 3 | 1 | 0 | 16 | 7  | +9 |
| Argentina | 10  | 4 | 3 | 1 | 0 | 12 | 5  | +7 |
| Venezuela | 6   | 4 | 2 | 0 | 2 | 9  | 10 | -1 |
| Bolivia   | 3   | 4 | 1 | 0 | 3 | 6  | 12 | -6 |
| Perù      | 0   | 4 | 0 | 0 | 4 | 7  | 16 | -9 |

| Arbitri: | Yuri García Jonathan Herbas Andrés Martínez |
| Crono:   | Felipe Ventura                              |

|                       |           |                               |
| Angulo 24’ Rivera 37’ | Marcatori | 8’ Francia 30’ Terán 34’ Sanz |

| Arbitri: | Christian Espíndola Rodrigo Concha Daniel Rodríguez |
| Crono:   | Ricardo Messa                                       |

|                 |           |            |
| Taborda 1’, 27’ | Marcatori | 3’ Padilla |

| Arbitri: | Daniel Rodríguez Valeria Palma Yuri García |
| Crono:   | Jonathan Herbas                            |

|                                             |           |                                     |
| Padilla 3’ Ardaya 14’ Ramos 34’ Herrera 38’ | Marcatori | 17’ Obando 21’ Barrantes 25’ Tavera |

| Arbitri: | Gean Telles Felipe Ventura Christian Espíndola |
| Crono:   | Andrés Martínez                                |

|                                                |           |                       |
| Gómez 12’ H. Martínez 23’, 28’ F. Martínez 39’ | Marcatori | 13’, 37’, 39’ Morillo |

| Arbitri: | Andrés Martínez Yuri García Gean Telles |
| Crono:   | Christian Espíndola                     |

|  |           |                                                     |
|  | Marcatori | 2’ H. Martínez 5’ Mareco 21’ F. Martínez 28’ Mendez |

| Arbitri: | Felipe Ventura Ricardo Messa Valeria Palma |
| Crono:   | Rodrigo Concha                             |

|           |           |                                              |
| Obando 3’ | Marcatori | 7’ Geraghty 8’ Corso 11’ Rescia 36’ Vaporaki |

| Arbitri: | Ricardo Messa Andrés Martínez Rodrigo Concha |
| Crono:   | Felipe Ventura                               |

|                                                                 |           |           |
| Báez 10’ Rejala 13’ Ju. Salas 19’ H. Martínez 21’ Ja. Salas 34’ | Marcatori | 2’ Obando |

| Arbitri: | Valeria Palma Gean Telles Christian Espíndola |
| Crono:   | Jonathan Herbas                               |

|  |           |                                        |
|  | Marcatori | 15’ Vaporaki 17’ Taborda 18’ Edelstein |

| Arbitri: | Rodrigo Concha Jonathan Herbas Ricardo Messa |
| Crono:   | Andrés Martínez                              |

|                                     |           |             |
| Gutiérrez 19’, 35’ Ó. Fernández 29’ | Marcatori | 32’ Padilla |

| Arbitri: | Daniel Rodríguez Christian Espíndola Valeria Palma |
| Crono:   | Yuri García                                        |

|                              |           |                                         |
| Edelstein 19’, 27’ Corso 33’ | Marcatori | 5’ Báez 14’ H. Martínez 19’ F. Martínez |

## Fase a eliminazione diretta

### Tabellone
|  | Semifinali      | Semifinali      | Semifinali |          |           | Finale          | Finale          | Finale          |  |
|  |                 |                 |            |          |           |                 |                 |                 |  |
|  | Brasile         | Brasile         | 3 (1)      |          |           |                 |                 |                 |  |
|  | Brasile         | Brasile         | 3 (1)      |          |           |                 |                 |                 |  |
|  | Argentina (dtr) | Argentina (dtr) | 3 (2)      |          |           |                 |                 |                 |  |
|  | Argentina (dtr) | Argentina (dtr) | 3 (2)      |          | Argentina | Argentina       | 1               |                 |  |
|  |                 |                 |            |          | Argentina | Argentina       | 1               |                 |  |
|  |                 |                 | Paraguay   | Paraguay | 0         |                 |                 |                 |  |
|  | Paraguay        | Paraguay        | Paraguay   | Paraguay | 0         | 4               |                 |                 |  |
|  | Paraguay        | Paraguay        |            |          |           | 4               |                 |                 |  |
|  | Colombia        | Colombia        | 2          |          |           | Finale 3º posto | Finale 3º posto | Finale 3º posto |  |
|  | Colombia        | Colombia        | 2          |          |           |                 |                 |                 |  |
|  |                 |                 |            |          |           |                 |                 |                 |  |
|  |                 |                 |            |          |           | Brasile         | Brasile         | 3               |  |
|  |                 |                 |            |          |           | Brasile         | Brasile         | 3               |  |
|  |                 |                 |            |          |           | Colombia        | Colombia        | 0               |  |

|  | Finale 5º posto |       |
|  |                 |       |
|  | Uruguay (dtr)   | 1 (7) |
|  | Uruguay (dtr)   | 1 (7) |
|  | Venezuela       | 1 (6) |
|  | Venezuela       | 1 (6) |

|  | Finale 7º posto |       |
|  |                 |       |
|  | Ecuador (dtr)   | 2 (7) |
|  | Ecuador (dtr)   | 2 (7) |
|  | Bolivia         | 2 (6) |
|  | Bolivia         | 2 (6) |

|  | Finale 9º posto |   |
|  |                 |   |
|  | Cile            | 2 |
|  | Cile            | 2 |
|  | Perù            | 3 |
|  | Perù            | 3 |

### Finale 9º posto
| Arbitri: | Jonathan Herbas Bettina Cingari Bill Villalba |
| Crono:   | José Ocampo                                   |

|                        |           |                             |
| Chacón 1’ González 27’ | Marcatori | 6’, 39’ Obando 32’ Millares |

### Finale 7º posto
| Arbitri: | Junior Patiño Rodrigo Concha Gean Telles |
| Crono:   | Yuri García                              |

|                         |                      |                        |
| Nazareno 35’ Segura 39’ | Marcatori            | 13’ Herrera 29’ Gareca |
|                         | Tiri di rigore 7 – 6 |                        |

### Semifinali
| Arbitri: | Christian Espíndola Andrés Martínez Rolly Rojas |
| Crono:   | Junior Patiño                                   |

|                                                   |           |                  |
| Báez 17’ F. Martínez 29’ Mareco 34’ Ju. Salas 39’ | Marcatori | 12’, 37’ Sánchez |

| Arbitri: | Daniel Rodríguez Valeria Palma Henrry Gutiérrez |
| Crono:   | Jonathan Herbas                                 |

|                                                       |                      |                                    |
| Ferrão 11’ (rig.) M. Rodrigues 27’ Borruto 36’ (aut.) | Marcatori            | 7’ Bolo 30’ Claudino 34’ Cuzzolino |
| Ferrão Pito R. Santos Taffy Marcênio                  | Tiri di rigore 1 – 2 | Bolo Edelstein Claudino Taborda    |

### Finale 5º posto
| Arbitri: | Felipe Ventura Bettina Cingari Mario Espichán |
| Crono:   | Rodrigo Concha                                |

|                                                                          |                      |                                                                |
| Aunchayna 22’                                                            | Marcatori            | 39’ Vidal                                                      |
| Ordoqui Catardo Custodio Cosentino Salgués Fedele M. Fernández Aunchayna | Tiri di rigore 7 – 6 | Sanz Viamonte Trujillo Gutiérrez Morillo Escalona Moreno Terán |

### Finale 3º posto
| Arbitri: | Dario Santamaría Bill Villalba Rodrigo Concha |
| Crono:   | José Ocampo                                   |

|                                   |           |  |
| Ferrão 15’ B. Dias 17’ Victor 31’ | Marcatori |  |

### Finale
| Arbitri: | Gean Telles Henrry Gutiérrez Yuri García |
| Crono:   | Jonathan Herbas                          |

|            |           |  |
| Brandi 19’ | Marcatori |  |

## Campione
ARGENTINA
(3º titolo)

## Classifica finale
| Pos. | Squadra   |
| ---- | --------- |
|      | Argentina |
|      | Paraguay  |
|      | Brasile   |
| 4    | Colombia  |
| 5    | Uruguay   |
| 6    | Venezuela |
| 7    | Ecuador   |
| 8    | Bolivia   |
| 9    | Perù      |
| 10   | Cile      |